# Землетрус у Східному Сепіку (2024)
Землетрус у Східному Сепіку (2024) сталося 24 березня 2024 року, загинуло 5 людей.

## Землетрус
Землетрус стався о 06:22:04 за Гринвічем (20:22 за київським часом) з епіцентром за 4 км на північ від озера Чамбрі, або за 36 км на схід-північний схід від Амбунті. Він також мав гіпоцентр глибиною 41,5 км (25,8 милі). Він мав максимальну інтенсивність за модифікованою шкалою Меркаллі VII (дуже сильний), а за даними служби PAGER Геологічної служби США, підземні поштовхи інтенсивністю VI—VII (сильні-дуже сильні) відчули приблизно 487 000 мешканців у провінціях Східний Сепік і Сандаун. Підземні поштовхи також відчувалися в провінції Маданг і в місті Горока, провінція Східне нагір'я.

## Вплив
Внаслідок землетрусу загинуло п'ятеро людей, ще двоє отримали поранення і було зруйновано близько 1000 будинків. Начальник поліції провінції Східний Сепік Крістофер Тамарі попередив, що кількість загиблих може зрости, оскільки аварійні бригади намагаються дістатися до віддалених районів. Двоє загиблих сталися в Ангорамі, ще один помер у Гаві. Багато інших непідтверджених випадків загибелі людей було зафіксовано у віддалених селах поблизу епіцентру землетрусу. Під час землетрусу провінція постраждала від сильної повені вздовж річки Сепік, що посилило руйнування і жертви від землетрусу. Більшість будинків у цьому районі були дерев'яними і мали солом'яні дахи. Багато мешканців не змогли втекти, коли стався землетрус, оскільки рівень води в деяких районах сягав рівня грудей. У селі Сотмері, яке під час землетрусу зазнало сильної повені, всі 45 будинків зруйнувалися, в результаті чого загинула трирічна дитина, яка потонула, будучи придавленою уламками, коли їхній будинок завалило паводковими водами, а в сусідньому селі Короґу було зруйновано 50 будинків. Рибалки, які перебували у воді, розповідали, що після землетрусу на річках почали здійматися хвилі.